# 上條馨
上條 馨（かみじょう かおる、大正10年（1921年）3月7日 - 昭和36年（1961年）1月3日）は、山梨県の郷土史家、神職。

## 略歴
山梨県甲府市に御崎神社の宮司を務める上條定久、多津の二男として生まれる。昭和13年（1938年）3月に山梨県立甲府中学校（現在の山梨県立甲府第一高等学校）を卒業後、神宮皇學館（現在の皇學館大学）に入学し同校を卒業。山梨県立甲府中学校、山梨県立甲府第一高等学校に勤務し、昭和23年（1948年）には母校である山梨県立甲府第一高等学校の校歌を作詞、また、父の後を継ぎ御崎神社宮司を務める。その後、病気のため同校教諭を辞職。後に山梨学院大学講師、山梨学院大学附属高等学校教諭となる。39歳で死去。

## 著作
- 『風塵抄』朗月堂　昭和26年（1951年）刊
- 『御崎神社の由来・神社神道の信仰』御崎神社社務所　昭和28年（1953年）刊
- 『神道神学交論』共著 五十鈴会　昭和29年（1954年）刊
- 『国語研究の栞』御崎神社社務所　昭和29年（1954年）刊
- 『武田八幡宮奉献勝頼夫人願文のこと』　昭和32年（1957年）刊
- 『甲州風物詩』柳生堂　昭和34年（1959年）刊
- 『甲州風物詩　続』柳生堂　昭和36年（1961年）刊
- 『甲州風物詩』創立111周年・平成三年度 甲府中学甲府一校同窓会総会実行委員会　平成3年（1991年）刊